# Jeunesse athlétique de Cotonou
Maillots
Actualités
La Jeunesse athlétique du Plateau est un club de football béninois basé à Pobè, au sud du pays.

## Histoire
Fondé à Pobè sous le nom de Jeunesse sportive de Pobè, le club compte à son palmarès un championnat et une Coupe du Bénin. Il joue ses rencontres à domicile au Stade Jean-Pierre Gascon de Pobè.
La saison 2002 a mis le club en lumière puisqu'il a réussi plusieurs performances de premier plan. Il parvient d'abord à être promu en première division, après avoir remporté la Ligue 2, le championnat de deuxième division béninois. Dans le même temps, il réussit l'exploit de remporter la Coupe du Bénin, ce qui offre à la JS Pobè la possibilité de participer à la Coupe des Coupes l'année suivante. Le club confirme sa montée en puissance en remportant la Supercoupe du Bénin face à l'un des clubs majeurs du pays, l'AS Dragons de l'Ouémé. 
À l'issue de la saison 2008-2009, le club ne remplit pas les conditions imposées par la fédération pour participer à la nouvelle mouture du championnat, qui passe de 18 à 14 équipes. La sanction est immédiate avec une relégation en troisième division. La JS Pobè choisit de ne pas réintégrer les championnats inférieurs et passe donc une saison sans jouer. Elle change durant cette période de nom et devient la Jeunesse athlétique du Plateau. La fédération annonce en 2010 le retour du club parmi l'élite. Après avoir terminé sur le podium en 2012, il inscrit son nom au palmarès du championnat en 2013. L'euphorie est de courte durée puisque le club est rétrogradé en division régionale la saison suivante après avoir déclaré forfait lors d'une rencontre de championnat. La fédération assouplit cette sanction en autorisant la JA Plateau à repartir en Ligue 2 pour la saison 2014-2015.
Le club n'a jamais réussi à briller en compétitions internationales. Il compte une participation à la Coupe des Coupes en 2003.

## Palmarès
- Championnat du Bénin (1) : 
  - Vainqueur en 2013

- Coupe du Bénin (1) :
  - Vainqueur en 2002

- Supercoupe du Bénin (1) :
  - Vainqueur en 2002

## Liens
- Page du club sur le site soccerway.com
- Championnat du Bénin de football
- Coupe du Bénin de football